# 푸른 하늘 은하수 (1960년 영화)
"푸른 하늘 은하수"는 1960년 공개된 대한민국의 영화이다.

## 배역
- 최무룡
- 김지미
- 이예춘
- 박금희